# Dolina Trzydniowiańska

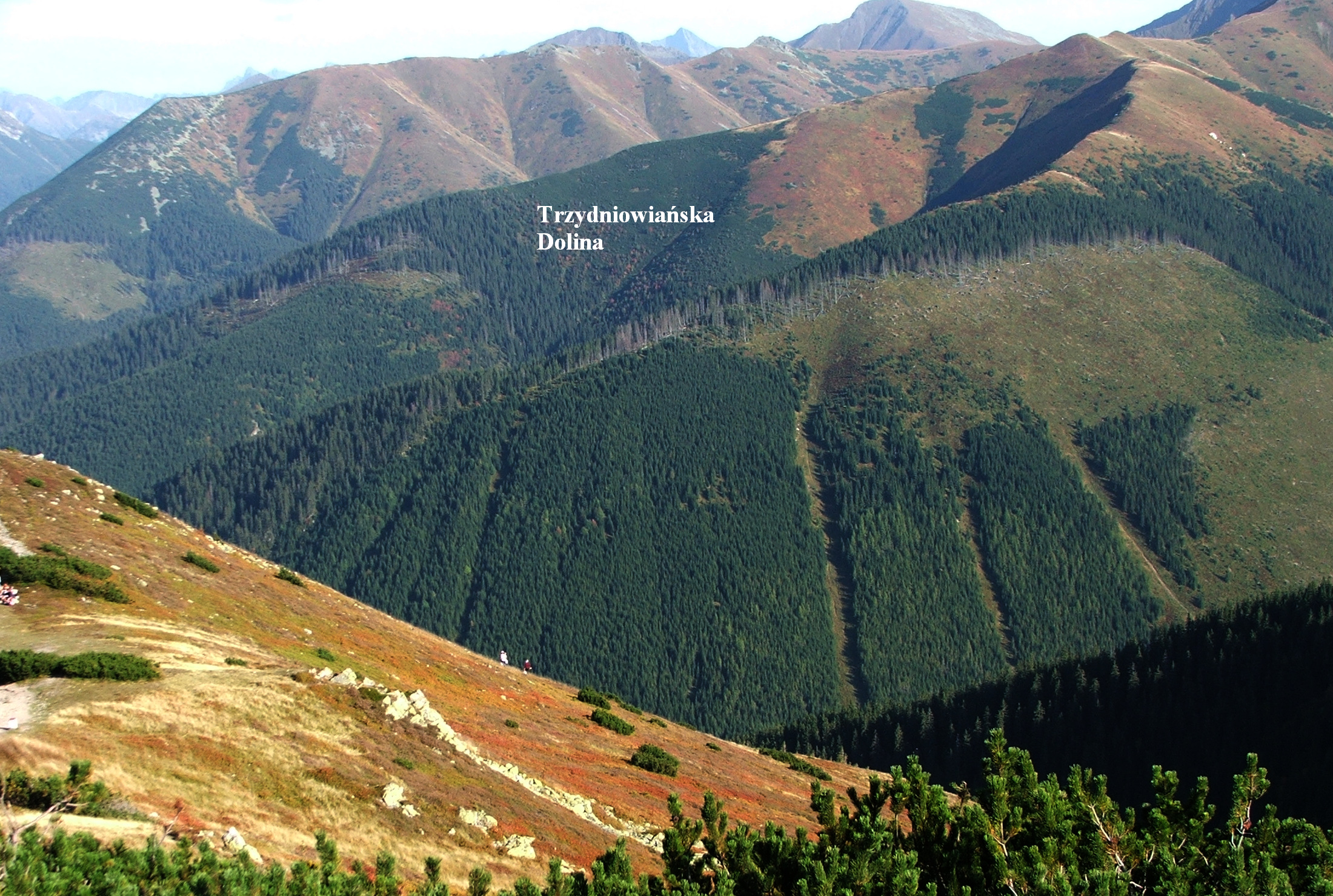
Dolina Trzydniowiańska. U góry Ornak. Widok z Grzesia

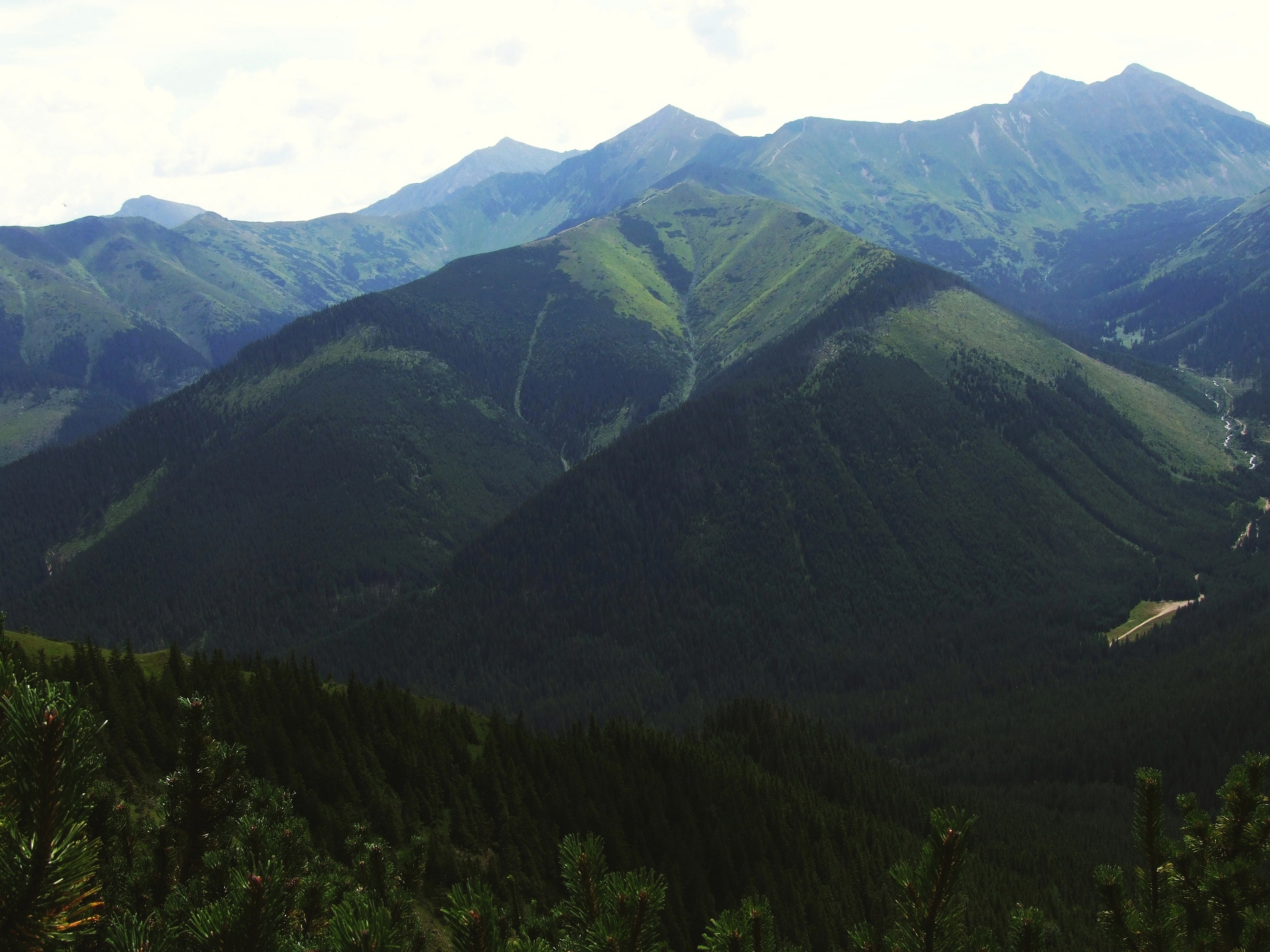
Widok z Bobrowca

Dolina Trzydniowiańska – jedno z wielu bocznych odgałęzień Doliny Chochołowskiej w Tatrach Zachodnich. Jest to głęboko wcięta dolina pomiędzy dwoma grzbietami Trzydniowiańskiego Wierchu (1758 m n.p.m.): północnym grzbietem Kulawca, Małego i Wielkiego Kopieńca oraz północno-zachodnim zakończonym wzniesieniem zwanym Ropą. Obydwa te grzbiety opadają z Trzydniowiańskiego Wierchu do Doliny Chochołowskiej. Położona na wysokości ok. 1100–1500 m n.p.m. dolina nie była zlodowacona.
Będąca głęboką kotliną Dolina Trzydniowiańska jest w dolnej części porośnięta lasem, w górnej trawiasta. Na początku XVIII w. prowadzono w niej roboty górnicze. Była wypasana, wchodziła w skład Hali Trzydniówki. Po zniesieniu wypasu trawiaste jej tereny zaczęły stopniowo zarastać kosodrzewiną. Nazywano ją Trąbową Doliną, Trzydniówką, Halą. Dnem kotliny płynie potok Ptasiniec z jednym wodospadem. W rejonie Polany Chochołowskiej uchodzi on do Chochołowskiego Potoku. Nazwą Ptasiniec określano również dolną część całej doliny.
Przez dolinę nie prowadzi żaden szlak turystyczny. Obecna nazwa doliny pochodzi od polany Trzydniówki znajdującej się w jej ujściu.